# Roelof Wunderink
Roelof Wunderink (* 12. Dezember 1948 in Eindhoven) ist ein ehemaliger niederländischer Automobilrennfahrer.

## Karriere
Roelof Wunderink begann seine Karriere 1970 in der niederländischen Formel-Ford-Meisterschaft, die er 1972 gewann. Mit viel Sponsorgeld von HB Bewaking Systems fuhr er 1973 in der Formel 3 und 1974 in der Formel 5000.
Das Geld von HB brachte ihn 1975 auch in die Formel 1. Mit dem Ensign N174-Cosworth schaffte er in dieser Saison zweimal die Qualifikation zu einem Weltmeisterschaftslauf, einmal gelang das mit dem Ensign N175, dessen Entwicklung und Bau von HB Bewaking Systems finanziert worden war. Wunderink konnte sich jedoch nie klassieren. Bei seinem Debüt beim Großen Preis von Spanien fiel er in der 20. Runde mit einem Defekt an der Kraftübertragung aus. Beim Großen Preis von Österreich kam er zwar ins Ziel, wurde jedoch nicht klassiert. Er hatte bereits vier Runden Rückstand auf den Sieger Vittorio Brambilla, als das Rennen nach 29 Runden wegen Regens abgebrochen wurde. Bei seinem letzten Auftritt in der Formel 1, beim Großen Preis der USA, fiel er erneut aus. Diesmal wegen eines Getriebeschadens in der 41. Runde.
Am Ende desselben Jahres hatte Wunderink einen schweren Testunfall mit einem Formel-5000-Wagen und erlitt dabei einen Jochbeinbruch, bald darauf zog er sich vom Rennsport zurück.
Sein ehemaliger Sponsor übernahm Ende 1975 von Ensign den Rennwagen N175. HB gründete Anfang 1976 ein eigenes Team namens HB Bewaking Systems mit Stützpunkt in den Niederlanden. Dort wurde der N175 geringfügig überarbeitet. Er erhielt den Namen Boro 001 und wurde von HB Bewaking Systems in den Jahren 1976 und 1977 zu einzelnen Weltmeisterschaftsläufen in der Formel 1 eingesetzt. Der Versuch, Wunderink zu einem Comeback zu bewegen, blieb erfolglos; statt seiner musste HB Bewaking Systems mit Larry Perkins (1976) bzw. Brian Henton (1977) antreten.

## Statistik

### Statistik in der Automobil-Weltmeisterschaft
Diese Statistik umfasst alle Teilnahmen des Fahrers an der Automobil-Weltmeisterschaft, die heutzutage als Formel-1-Weltmeisterschaft bezeichnet wird.

#### Einzelergebnisse
| Saison | 1 | 2 | 3   | 4   | 5 | 6 | 7 | 8 | 9   | 10 | 11 | 12  | 13  | 14 |
| ------ | - | - | --- | --- | - | - | - | - | --- | -- | -- | --- | --- | -- |
| 1975   |   |   |     |     |   |   |   |   |     |    |    |     |     |    |
|        |   |   | DNF | DNQ |   |   |   |   | DNQ |    | NC | DNQ | DNF |    |

| Legende  | Legende            | Legende                                                          |
| Farbe    | Abkürzung          | Bedeutung                                                        |
| -------- | ------------------ | ---------------------------------------------------------------- |
| Gold     | –                  | Sieg                                                             |
| Silber   | –                  | 2. Platz                                                         |
| Bronze   | –                  | 3. Platz                                                         |
| Grün     | –                  | Platzierung in den Punkten                                       |
| Blau     | –                  | Klassifiziert außerhalb der Punkteränge                          |
| Violett  | DNF                | Rennen nicht beendet (did not finish)                            |
| Violett  | NC                 | nicht klassifiziert (not classified)                             |
| Rot      | DNQ                | nicht qualifiziert (did not qualify)                             |
| Rot      | DNPQ               | in Vorqualifikation gescheitert (did not pre-qualify)            |
| Schwarz  | DSQ                | disqualifiziert (disqualified)                                   |
| Weiß     | DNS                | nicht am Start (did not start)                                   |
| Weiß     | WD                 | zurückgezogen (withdrawn)                                        |
| Hellblau | PO                 | nur am Training teilgenommen (practiced only)                    |
| Hellblau | TD                 | Freitags-Testfahrer (test driver)                                |
| ohne     | DNP                | nicht am Training teilgenommen (did not practice)                |
| ohne     | INJ                | verletzt oder krank (injured)                                    |
| ohne     | EX                 | ausgeschlossen (excluded)                                        |
| ohne     | DNA                | nicht erschienen (did not arrive)                                |
| ohne     | C                  | Rennen abgesagt (cancelled)                                      |
| ohne     | keine WM-Teilnahme |                                                                  |
| sonstige | P/fett             | Pole-Position                                                    |
| sonstige | 1/2/3/4/5/6/7/8    | Punktplatzierung im Sprint-/Qualifikationsrennen                 |
| sonstige | SR/kursiv          | Schnellste Rennrunde                                             |
| sonstige | *                  | nicht im Ziel, aufgrund der zurückgelegten Distanz aber gewertet |
| sonstige | ()                 | Streichresultate                                                 |
| sonstige | unterstrichen      | Führender in der Gesamtwertung                                   |